# Équipe cycliste Suez Canal Discovery
L'équipe cycliste SuezCanalDiscovery est une équipe cycliste égyptienne, ayant le statut d'équipe continentale depuis 2023.

## Classements UCI
L'équipe participe aux épreuves des circuits continentaux et principalement les courses du calendrier de l'UCI Africa Tour. Le tableau ci-dessous présente les classements de l'équipe sur ce circuits, ainsi que son meilleur coureur au classement individuel.
UCI Africa Tour
| UCI Africa Tour | UCI Africa Tour        | UCI Africa Tour                           | UCI Africa Tour |
| Année           | Classement par équipes | Meilleur coureur au classement individuel |                 |
| --------------- | ---------------------- | ----------------------------------------- | --------------- |
| 2024            | 4e                     | Mohab Youssef Aziz (108e)                 |                 |
|                 |                        |                                           |                 |
| Source : UCI    |                        |                                           |                 |

L'équipe est également classée au Classement mondial UCI qui prend en compte toutes les épreuves UCI et concerne toutes les équipes UCI.
| Classement mondial | Classement mondial     | Classement mondial                        | Classement mondial |
| Année              | Classement par équipes | Meilleur coureur au classement individuel |                    |
| ------------------ | ---------------------- | ----------------------------------------- | ------------------ |
| 2024               | 181e                   | Mohab Youssef Aziz (1428e)                |                    |
|                    |                        |                                           |                    |
| Source : UCI       |                        |                                           |                    |

## SuezCanalDiscovery en 2023[2]
| Cycliste                   | Date de naissance | Nationalité | Équipe 2022 |  |
| -------------------------- | ----------------- | ----------- | ----------- |  |
| Abdelrahman Adel Elzoghaby | 18 novembre 1997  | Égypte      |             |  |
| Karim Ebidalla             | 22 avril 2001     | Égypte      |             |  |
| Aly Ahmed Elkhamessy       | 17 décembre 1999  | Égypte      |             |  |
| Omar Elsayed               | 26 mai 1998       | Égypte      |             |  |
| Ahmed Kamel                | 29 mai 2000       | Égypte      |             |  |
| Abdelrahman Khaled Rashwan | 15 février 1998   | Égypte      |             |  |
| Mahmoud Metawea            | 4 juin 2002       | Égypte      |             |  |
| Aly Mohamed Hegazy         | 6 mars 1998       | Égypte      |             |  |
| Ahmed Tawfik               | 3 décembre 1994   | Égypte      |             |  |
| Yahia Zayed                | 1er décembre 2003 | Égypte      |             |  |